# Anton Bibescu
Anton Bibescu (francizat Antoine Bibesco, n. 19 iulie 1878, Paris – d. 2 septembrie, 1951, Paris) a fost un prinț român, născut într-o familie veche de boieri. A fost avocat, diplomat și scriitor.

## Biografie
Anton Bibescu a fost fiul lui Alexandru Bibescu (1842-1911) și al Elenei Bibescu, născută Kostaki-Epureanu (1855-1902).
În timp ce fratele său, Emanuel Bibescu (1874-1917), administra proprietățile lor din România, Anton savura o viață mai strălucitoare la Paris. Faimoasele saloane ale mamei sale i-au oferit posibilitatea de a-i întâlni (printre alte celebrități) pe Charles Gounod, Claude Debussy, Camille Saint-Saëns, Pierre Bonnard, Édouard Vuillard, Aristide Maillol, Anatole France și mai ales pe Marcel Proust.
Proust i-a devenit prieten de durată și i-a împărtășit limbajul secret în care Marcel se numea "Lecram" iar Bibesco era "Ocsebib". Proust și prințul Bibescu au locuit pe aceeași stradă într-un cartier exclusivist din centrul Parisului și au fost prieteni din copilărie. Anton a făcut toate eforturile pentru a obține publicarea volumului "Du Coté de Chez Swann" de către André Gide și Nouvelle Revue Francaise, dar nu a reușit să-l convingă pe Gide de necesitatea acestei publicări. Spre sfârșitul vieții lui Proust, Bibescu, care era un mare povestitor, a jucat rolul unei urechi exterioare pentru scriitorul izolat. Mai târziu a publicat „Scrisorile lui Marcel Proust către Anton Bibescu". Cumnata sa, scriitoarea Martha Bibescu, căsătorită cu vărul său George Valentin Bibescu, a publicat un volum de evocare a lui Proust intitulat Au bal avec Marcel Proust ( La bal cu Marcel Proust). De fapt cartea e destul de amuzantă, povestește cum prințesa a dansat o noapte întreagă fără să-l bage în seamă pe Marcel Proust.
În anii 1939-1944 a fost prieten cu dramaturgul Mihail Sebastian, care ar fi trebuit să-l ajute să se impună drept dramaturg în țara natală, să-i traducă piesele de teatru din limba franceză și să acționeze drept agent literar pe lângă diferiți regizori români. Pe Sebastian l-a descoperit în momentul în care acesta a publicat un volum despre corespondența lui Marcel Proust. L-a invitat pe acesta la moșia sa de la Corcova unde a fost scrisă și piesa „Steaua fără nume". Moartea prematură a lui Sebastian a pus capăt acestei colaborări. Visul lui de a fi jucat și în țara natală a rămas astfel doar un deziderat. Una dintre piesele sale tradusă în limba engleză, Ladies All, a avut 140 de reprezentații pe Broadway, la teatrul Moresco.

## Activitate diplomatică
Înaintea Primului Război Mondial, prințul Anton Bibescu a fost întâi atașat, apoi însărcinat de afaceri al legației României la Londra și în 1918 intrase în cercul fostului prim-ministru liberal Herbert Henry Asquith. Atunci, la 40 de ani, Anton Bibescu se afla în relații cu scriitoarea Enid Bagnold, dar afecțiunea lui pentru ea  a fost înlocuită de sentimente față de tânăra de 21 de ani Elizabeth Asquith, fiica premierului britanic H. H. Asquith. Mama ei, Margot Asquith, considera că Bibesco va avea o influență liniștitoare asupra fiicei ei. „Ce gentleman! Nimeni din familia mea nu este la nivelul său; nu au bună creștere, înțelegi." Căsătoria a avut loc la St. Margaret's Church din Londra în 2 mai 1919 și a fost evenimentul social al anului. În cadrul acestei căsătorii s-a născut prințesa Priscilla Helen Alexandra Bibesco (1920 - 2004).
Antoine și-a continuat cariera diplomatică la Washington (1920-1926) și Madrid (1927-1931). A manifestat o puternică ostilitate față de politica filosovietică a lui Nicolae Titulescu, atât în calitatea acestuia de reprezentant permanent al României la Liga Națiunilor (1920-1936), de președinte al acesteia (1930-1931), cât și de ministru al afacerilor externe (1927-1928, 1932-1936).
Anii celui de al doilea război mondial i-a petrecut în România, unde soția lui a murit în 1945, iar când proprietățile i-au fost confiscate de comuniști a părăsit țara, fără a se mai reîntoarce vreodată. În autobiografia ei, Enid Bagnold povestește cum a trecut peste Canalul Mânecii argintăria lui Bibescu. Anton Bibescu a decedat la data de 2 septembrie 1951.

## Epitaf
„A avut trei morminte în inima sa”, a scris Enid Bagnold în anunțul mortuar din „Times”, „pe care cred că nu le-a putut închide niciodată – cel al mamei sale, al fratelui său, Emanuel și al soției sale.”